# Ahmet Derviş

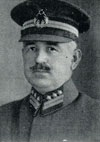
Ahmet Derviş

Ahmet Derviş (Derviş Pascha; * 1881 in Selânik; † 7. Januar 1932) war ein osmanischer und türkischer Militär.
1906 absolvierte er die Kriegsschule. 1920 begab er sich nach Anatolien und beteiligte sich am Türkischen Befreiungskrieg. 1930 wurde er Korgeneral. Derviş wurde zum Kommandeur des I. Korps sowie zum Staatssekretär des Verteidigungsministeriums ernannt. Er starb am 7. Januar 1932 noch im Amt. 1988 wurde er mit einem Grab auf dem Türkischen Staatsfriedhof in Ankara geehrt.

## Kriegsbeteiligungen
- Italienisch-Türkischer Krieg
- Balkankriege
- Erster Weltkrieg
- Türkischer Befreiungskrieg

## Auszeichnungen
- Eiserner Halbmond
- Unabhängigkeitsorden Afghanistans
- Nişan-i İftihar
- İstiklâl Madalyası